# Hartfett
| Glyceride (Beispiele) * Laurinsäurerest (blau) * Myristinsäurerest (rot) |
| ------------------------------------------------------------------------ |
| Monoglycerid                                                             |
| Diglycerid                                                               |
| Triglycerid                                                              |

Hartfett (Adeps solidus) ist ein Gemisch aus Mono-, Di- und Triglyceriden, welches aus Palmkernöl und Kokosöl gewonnen wird. Es wird in der Arzneimittelherstellung bevorzugt als Arzneiträgerstoff bei der Herstellung von Zäpfchen verwendet.

## Zusammensetzung und Eigenschaften
Hartfett besteht hauptsächlich aus gesättigten C12-C18 Fettsäuren, die mit Glycerol verestert sind, wobei die Laurinsäure dominiert. Durch das Vorhandensein von Mono-, Di- und Triglyceriden zeigt das Hartfett emulgierende Eigenschaften. Hartfett ist eine weiße, wachsartige und spröde Masse, die in Wasser praktisch unlöslich und in Ethanol nur schwer löslich ist.
Abhängig von Hersteller und Art unterscheiden sich Hartfette in ihrer Schmelztemperatur, Hydroxylzahl und Verseifungszahl. Das Europäische Arzneibuch fordert jedoch eine Schmelztemperatur von 30 bis 45 °C, eine geringere Hydroxylzahl als 50 und eine Verseifungszahl, die zwischen 210 und 260 liegt. Der jeweilige genaue Wert muss vom Hersteller angegeben werden.

## Verwendung und Vorteile

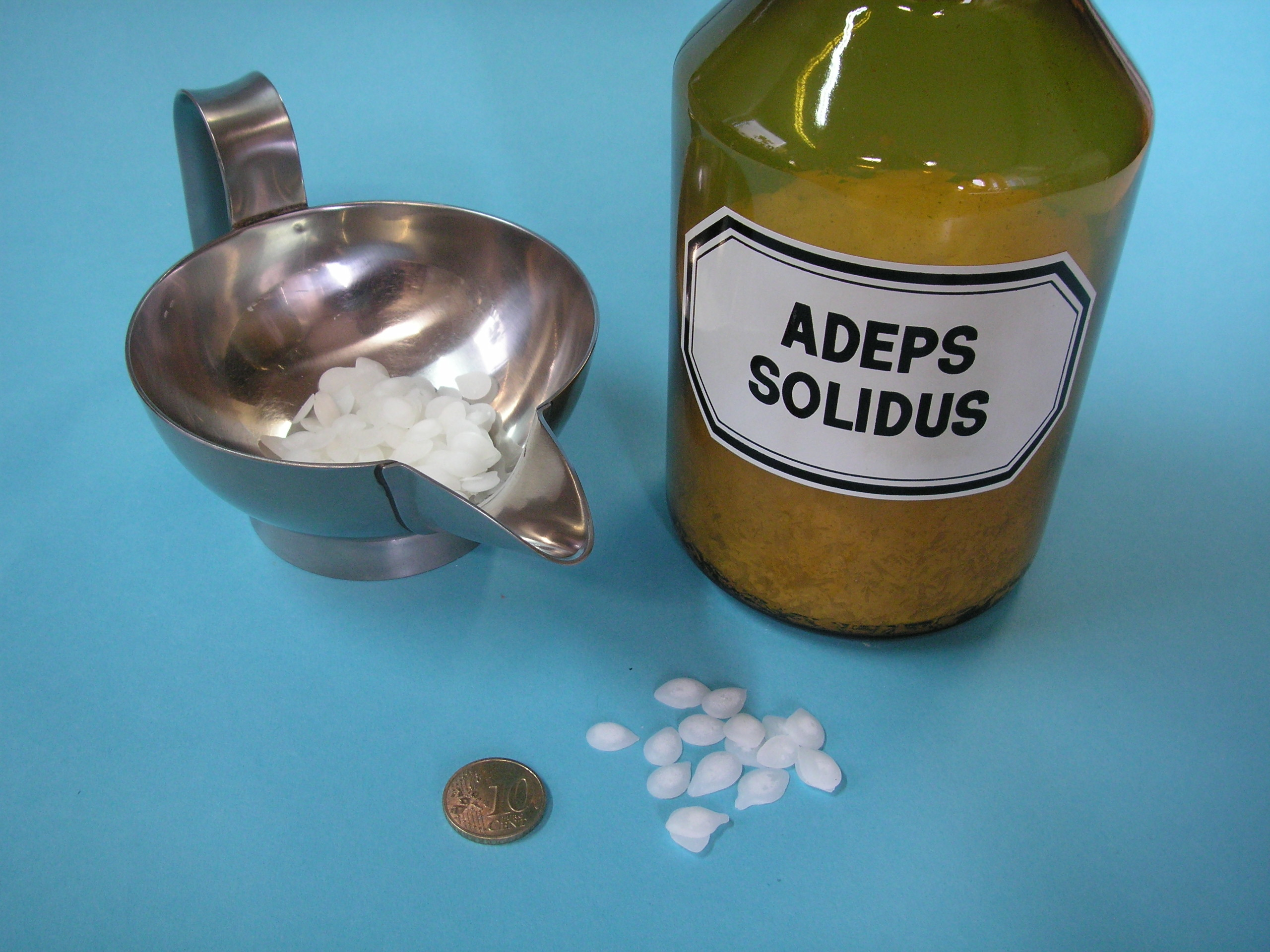
Hartfett (Adeps solidus) als Grundlage für Suppositorien

Hartfett wird aufgrund einiger Vorteile gegenüber Kakaobutter bevorzugt für die Herstellung von Suppositorien verwendet. Dabei dient Hartfett als Trägerstoff, in dem der Wirkstoff gelöst oder dispergiert wird.
Hartfett ist durch das Fehlen von Triglyceriden ungesättigter Fettsäuren länger haltbar. Weiterhin können durch Anpassung der Fettsäuren Einfluss auf die Schmelztemperatur genommen werden und dadurch schmelzpunkterniedrigende oder -erhöhende Effekte des Wirkstoffes ausgeglichen werden. Bei der Abkühlung zeigt Hartfett eine deutliche Volumenkontraktion, die das Herauslösen aus der Gießform erleichtert.